# Молодогвардейский
Молодогвардейский — посёлок в Волжском районе Самарской области в составе сельского поселения Воскресенка. 

## География
Находится на юго-западе района на расстоянии примерно 7 километров по прямой на юго-запад от села Воскресенка, центра сельского поселения.

## Население
Постоянное население составляло 206 человек (русские 71%) в 2002 году, 203 в 2010 году.

## Инфраструктура
В поселке находится тяговая подстанция Степная и другие объекты Куйбышевской железной дороги.